# Parco Nord Milano
Il Parco Nord Milano è un parco periurbano metropolitano (circa 640 ettari) situato nella periferia nord di Milano.
Classificato come regionale, si estende tra i Comuni di Milano, Bresso, Cusano Milanino, Cormano, Cinisello Balsamo, Novate Milanese e Sesto San Giovanni. L'ente che gestisce l'area ha in quest'ultimo comune la sua sede legale, nella Cascina Centro Parco, cui si accede però da Bresso.

## Storia
Il Parco Nord Milano è stato realizzato inizialmente sulle aree dismesse, subito dopo la seconda guerra mondiale, della Breda Aeronautica.
La sua ideazione risale alla fine degli anni sessanta e nel 1970 è classificato da un decreto prefettizio come "parco di interesse pubblico", ma è solo nel 1975 che viene riconosciuto dalla Regione Lombardia come parco regionale. I primi interventi di riforestazione furono avviati a partire dal 1983 e furono realizzati grazie all'attività dell'Azienda Regionale delle Foreste della Regione Lombardia, sotto la guida di Paolo Lassini. La sua gestione è affidata a un ente pubblico composto dai sei comuni intorno al parco e dalla città metropolitana di Milano. Il parco sorge in un contesto tra i più densamente urbanizzati d'Europa, caratterizzato dalla presenza di storiche fabbriche (oggi quasi del tutto scomparse a seguito della de-industrializzazione) e grandi quartieri edilizi che, nel tempo, hanno saldato la periferia nord di Milano al suo hinterland senza alcun disegno urbanistico. Grazie all'istituzione del parco, i residui appezzamenti agricoli riusciti a scampare dalla cementificazione e condannati a scomparire in breve tempo, sono stati invece in parte bonificati, rinverditi e attrezzati per l'uso pubblico; in parte sono rimasti intatti, a testimonianza delle profonde modificazioni subite dal territorio. Tra il 1993 e il 1998 oltre all'espansione delle aree interessate agli interventi, bisognava considerare anche la manutenzione continua delle aree già sistemate: gli sfalci delle radure, i primi diradamenti forestali, l'impianto di arbusti nuovi nel sottobosco.

### Tecnologie avanzate per la gestione
I primi rimboschimenti, oramai diventati veri e propri boschi con piante di un'età media di 25 anni, sono il simbolo del lavoro intrapreso, del recente passato, di una scommessa vinta. Il Parco Nord così si è trovato a partire dalla fine degli anni novanta per la prima volta, a dover gestire problemi di tipo agroforestale. I boschi più maturi, oltre 60 ettari, e i filari che contornano i percorsi ciclabili, e anche quelli pedonali, sono composti da piante ora alte 20-25 metri che necessitano di essere seguite passo passo nel loro accrescimento, pena l'ammaloramento, l'indebolimento, il rischio di danni alle cose e soprattutto pericolo per l'utenza, oppure uno sviluppo scorretto. Nel corso del 2000 il servizio gestione del parco ha dato avvio a un progetto innovativo di manutenzione arborea: attraverso la tecnologia GPS (rilevamento satellitare) sono stati raccolti i dati sulle caratteristiche, lo stato di salute e la storia degli interventi realizzati relativi alle singole alberature disposte a filare. Un lavoro analogo è cominciato nel corso del 2001 per le particelle forestali: in questo caso si doveva tenere conto anche di molteplici fattori che condizionano i boschi, quali ad esempio dimensione, composizione, funzione ecologica e l'uso intenso che se ne fa all'interno di un frequentatissimo parco pubblico.
Il Parco Nord Milano attualmente può contare su oltre 350 ettari di verde, suddivisi in zone boschive, radure, filari, macchie arbustive, siepi e piccoli specchi d'acqua. Il parco continua a espandersi e a crescere, sia in superficie sia nel patrimonio arboreo. La gestione e manutenzione del verde e la vivaistica pongono problemi di scala nuovi cui sono state date soluzioni tecnologicamente avanzate, come i rilievi satellitari.

### Lago di Niguarda
Nel gennaio 2011, nel settore nord si sono aperti i cantieri per la costruzione del primo lago del parco, terminati poi nel 2015 con il nome di lago di Niguarda. Il lago riceve l'acqua del canale Villoresi (150 L/s) dal Parco del Grugnotorto. La cosa si è resa possibile con l'ampliamento del parco regionale nel territorio di Cusano Milanino. Il bacino ha un'estensione di 1 000 metri quadrati, con 480 metri di lunghezza, 60 metri di larghezza e 4 metri di profondità mentre un apposito sistema di canali provvede alla distribuzione dell'acqua fino alle propaggini meridionali; le sponde sono per la maggior parte di tipo naturalistico e non raggiungibili dal pubblico, per favorire l'affermarsi di un ambiente umido che già ha visto il ricomparire casuale di anfibi quali il tritone crestato e favorire l'ittiofauna e la sosta dell'avifauna (l'airone cenerino, per esempio).

## Caratteristiche generali

La mappa del parco

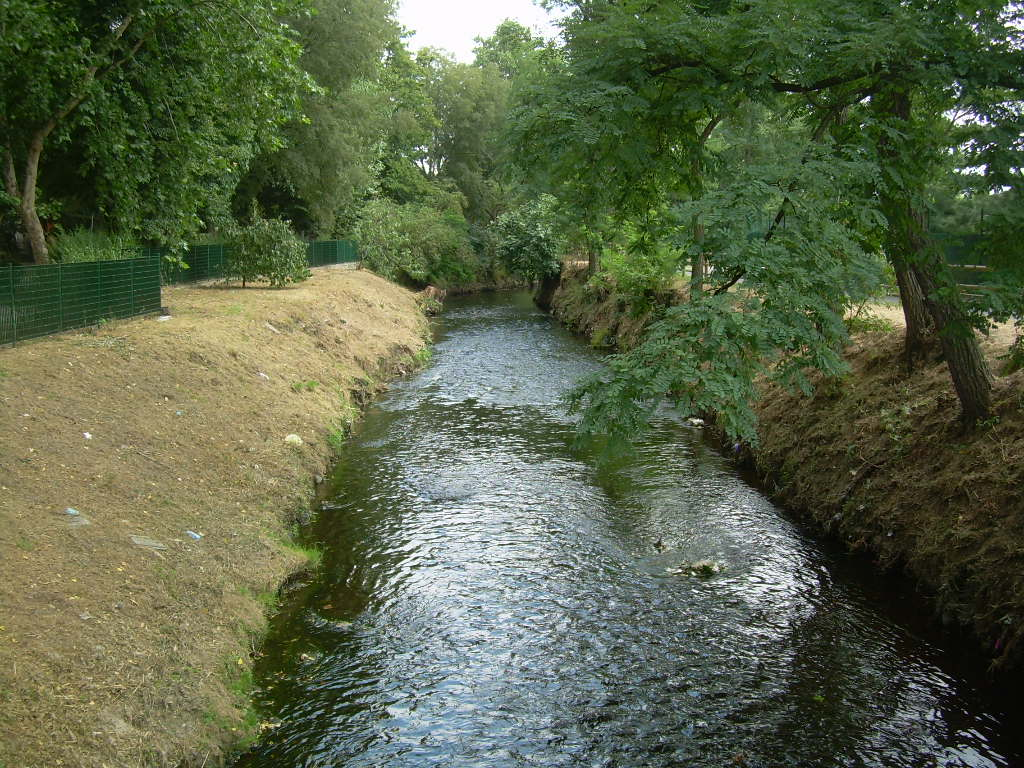
Il Seveso al parco Nord, a Bresso

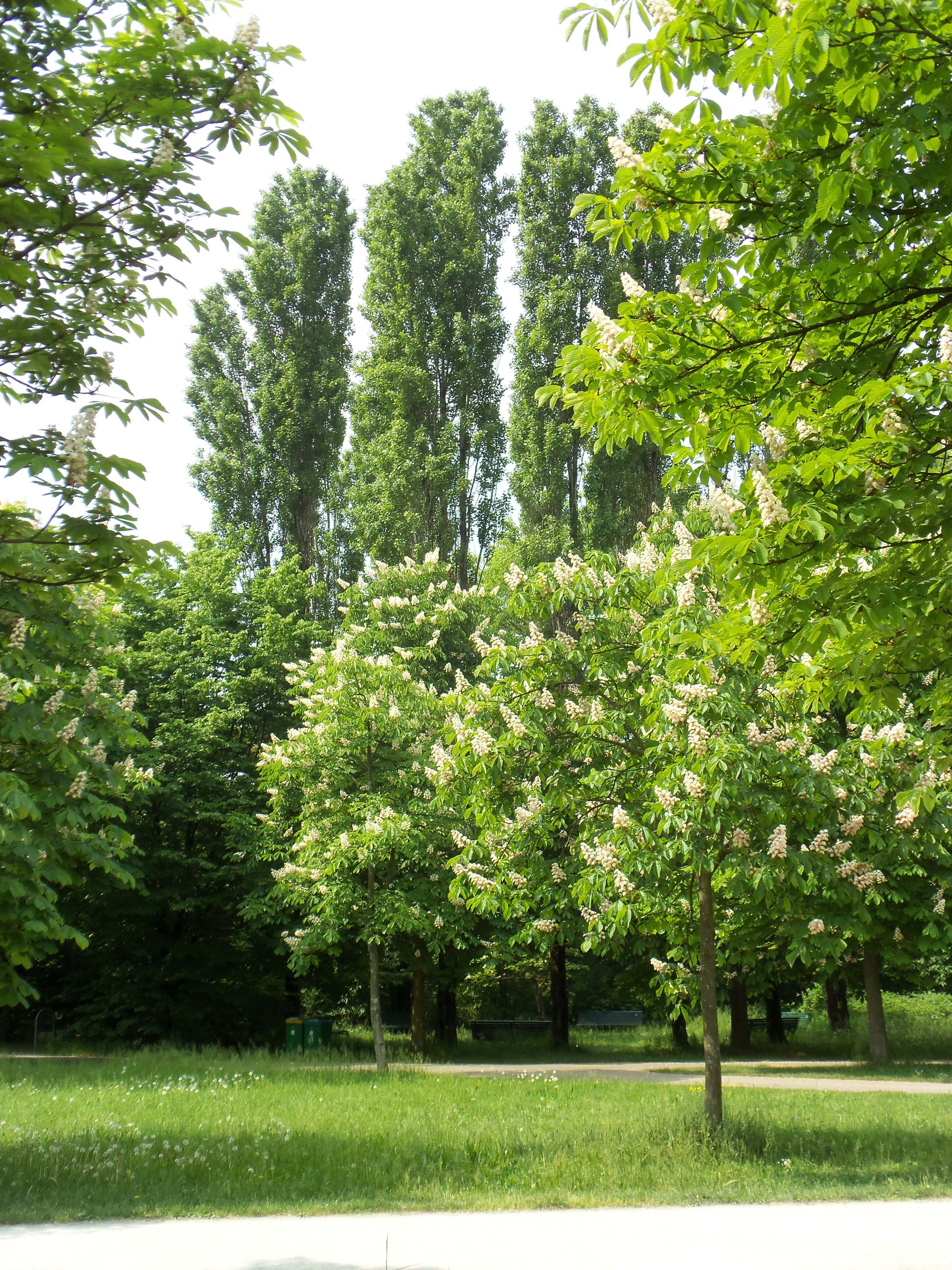
Ippocastani in fiore e pioppi cipressini in primavera

All'interno del parco si trovano un complesso di scuole secondarie superiori: il liceo scientifico, linguistico e classico Casiraghi (Cinisello Balsamo), L'ITIS Cartesio (Istituto Tecnico Industriale) e l'IIS Eugenio Montale (Cinisello Balsamo); la villa di Alessandro Manzoni a Brusuglio, l'Ospedale Bassini (Cinisello Balsamo) e un aeroporto a uso turistico-civile (Bresso). Nelle vicinanze è anche situato lo stadio Breda a uso della A.C. Pro Sesto (Sesto San Giovanni).
È per la maggior parte della propria superficie pianeggiante; tuttavia, nell'area al confine tra Sesto San Giovanni e Bresso, a sud della passerella ciclopedonale sulla via Gian Carlo Clerici, sorge la cosiddetta montagnetta, formata nel secolo scorso da residui di lavorazione delle acciaierie e successivamente bonificata. Inoltre, sono state realizzate alcune passerelle per passare al di sopra delle sedi stradali, con altezze e pendenze di un certo rilievo, così come avviene a nord, in prossimità del ponte di via Segantini, che scavalca l'autostrada Torino-Trieste. Nella sua parte settentrionale è attraversato da un canale di modeste dimensioni che sfocia in un piccolo specchio d'acqua artificiale; sempre nel rettangolo nord è stata realizzata una grande fontana circolare con giochi d'acqua. Un altro canale, alimentato dall'acqua non potabile di prima falda, attraversa la parte del parco a sud-ovest. La parte ovest del parco, tra la Serenissima e i confini di Milano, è costeggiata dall'ultimo tratto scoperto del Seveso.
I viali al suo interno sono realizzati in asfalto o calcestre; alcuni sentieri in terra attraversano le zone boschive. Sulla montagnetta si trova una struttura in cemento e legno, denominata "teatrino" e utilizzata per varie manifestazioni. Nella zona a est della passerella ciclopedonale Foglia su via XX Settembre, a Bresso, è stato realizzato un anello di velocità per biciclette all'aperto (velodromo).
Ha tre passerelle ciclo-pedonali al suo interno, situate su via Giancarlo Clerici (a cavallo fra le città di Bresso e Sesto San Giovanni) costruita nel 1989, via XX Settembre (sul confine fra i comuni di Bresso e Milano) costruita nel 1997 e viale Fulvio Testi (al confine fra Sesto San Giovanni e Milano), costruita nel 2012. Altrettante passerelle costituiscono invece un accesso al parco: quella che scavalca il viale Fulvio Testi all'altezza di via Rovani (Sesto San Giovanni), quella che sorge sopra il viale Enrico Fermi a Milano e infine, la più recente, quella che scavalca la via per Bresso e l'autostrada A4, collegando il parco al quartiere Campo dei Fiori di Cinisello Balsamo, in prossimità del confine con Milanino.
Sulla collinetta raggiungibile dall'ingresso in via Giancarlo Clerici è collocato il Monumento al Deportato, un'opera scultorea del 1998 progettata dallo studio BBPR dell'architetto Lodovico Barbiano di Belgiojoso, ex deportato, e dell'architetto Alberico Barbiano di Belgiojoso, suo figlio. Si trova nel territorio del Comune di Sesto San Giovanni. Il monumento è dedicato ai cittadini dei Comuni di Bresso, Cinisello Balsamo, Cologno Monzese, Milano, Monza, Muggiò, Sesto San Giovanni e degli altri comuni del circondario che lavoravano nelle fabbriche dell'area industriale di Sesto San Giovanni, arrestati e deportati nei campi di concentramento nazisti, a seguito degli scioperi del marzo 1944.

## Flora
Si stima che fra gli alberi ad alto fusto, gli arbusti e le piante ornamentali, il Parco Nord Milano conti oltre cento diverse specie legnose, delle quali però solo il 30% circa autoctone.
Fra gli alberi, diverse sono le specie presenti all'interno del Parco, distinguibili fra quelle impiegate nei vari rimboschimenti, susseguitisi a partire dal 1983, e quelle impiegate nei cannocchiali prospettici e nei filari ornamentali.
Fra gli arbusti selvatici impiegati nelle operazioni di rimboschimento sono state privilegiate specie che hanno visto negli ultimi tempi contrarsi sensibilmente il livello di diffusione, divenendo sempre più rare, in quanto scarsamente utilizzate dall'uomo. Fra queste il pado (Prunus padus), il prugnolo (Prunus spinosa), il biancospino (Crataegus monogyna), lo spincervino (Rhamnus cathartica), il nocciolo (Corylus avellana), il ligustro (Ligustrum vulgare) e la frangola (Rhamnus frangula). Tali specie, inizialmente frutto di inserimenti artificiali, si sono via via riprodotte spontaneamente, andando a ripopolare sempre più il sottobosco. Oltre a queste specie vanno segnalati diversi casi di piante erbacee già presenti in natura in queste zone, ma seriamente compromesse per via dell'intensiva urbanizzazione a cui sono state sottoposte le zone del milanese, ricomparse spontaneamente fra la vegetazione tipica del parco. Fra questi il bucaneve (Galanthus nivalis), il campanellino di primavera (Leucojum vernum), l'anemone dei boschi (Anemone nemorosa), la colombina intermedia (Corydalis intermedia), la fragola di bosco (Fragaria vesca) e la scilla silvestre (Scilla bifolia).
Fra i fiori spontanei che crescono nel Parco, si segnalano fra le specie insolite o relativamente rare per la zona il garofanino dei Certosini (Dianthus carthusianorum), specie di montagna, che si può ammirare fra i cespugli sul rilevato a sud-ovest della Montagnetta e il lino selvatico (Linum perenne), nei prati a est dell'aeroporto e a sud della via Villoresi, a Bresso. Fra le specie invece più significative si trovano il garofanino selvatico (Dianthus sylvestris), il garofanino minore (Dianthus deltoides), l'agrimonia (Agrimonia eupatoria), la potentilla (Potentilla reptans), l'acetosella gialla (Oxalis stricta), la margheritina (Bellis perennis), la camomilla (Matricaria chamomilla), la malva (Malva sylvestris), il vilucchione (Convolvulus sepium), la cicoria (Cichorium intybus), il dente di leone (Taraxacum officinalis), gli occhi della Madonna (Veronica persica), il tasso barbasso (Verbascum thapsus), la bardana (Arctium tomentosum), il fiordaliso (Centaurea cyanus), gli strigoli (Silene vulgaris), la saponaria (Saponaria officinalis), il papavero (Papaver rhoeas), l'iperico (Hypericum perforatum), l'achillea millefoglie (achillea millefoglie), la menta acquatica (Mentha aquatica), la menta a foglie lunghe (Mentha longifolia), la linaiola (Linaria vulgaris), il favagello (Ranunculus ficaria), la scabiosa di bosco (Knautia sylvatica), l'asterana (Erigeron acer). A ridosso e nell'acqua di laghetti e canali del parco sono invece presenti la ninfea bianca (Nymphaea alba), la ninfea gialla o nannufero (Nuphar lutea), il giaggiolo di palude (Iris pseudacorus), la cannuccia di palude (Phragmites australis) e la tifa (Typha latifolia).
Purtroppo è da segnalare la presenza di molte specie aliene infestanti e di difficile eradicazione, tra le quali, a livello arboreo: l'ailanto (Ailanthus altissima), l'acero americano (Acer negundo), il bagolaro americano (Celtis occidentalis), il gelso da carta (Broussonetia papyrifera), il ciliegio tardivo (Prunus serotina), il ligustro lucido (Ligustrum lucidum), la quercia rossa (Quercus rubra), la palma della Cina (Trachycarpus fortunei); tra le specie arbustive: il ligustro della Cina (Ligustrum sinense), il ligustro del Giappone (Ligustrum japonicum), varie specie di Mahonia (Mahonia sp.), l'alloro (Laurus nobilis),il lauroceraso (Prunus laurocerasus), l'eleagno o olivagno (Elaeagnus ebbingei); tra le specie rampicanti, in primo piano e veramente vigorosa, la vite americana/del Canada (Parthenocissus quinquefolia); tra le specie perenni, ma non legnose: la fitolacca (Phytolacca decandra o Ph. americana), la fragola matta (Duchesnea indica) e l'ambrosia (Ambrosia artemisiifolia).

## Fauna
È possibile, camminando lungo i sentieri lontani dalla strada oppure da passaggi, imbattersi in alcuni degli animali che vivono nel parco. Tra questi, il coniglio selvatico (Oryctolagus cuniculus), le invasive testuggine palustri americane (Trachemys sp.), gli anatidi (presente il germano reale), aironi, cigni, i gufi comuni, le civette, svariati rapaci diurni come gheppi e sparvieri, le volpi rosse, varie specie di picchi, le gallinelle d'acqua, i pettirossi, le cinciallegre, le libellule, gli scoiattoli rosso (autoctono) e grigio (alieno nordamericano), e tante altre ancora.

## Strutture e laboratori
Sono localizzate aree attrezzate per i gioco dei bambini e le attività degli adulti: campi da bocce, da calcio, da basket e pallavolo. Sul confine tra Milano e Bresso c'è anche un campo di calcio gestito da una squadra sportiva locale: la Niguarda calcio.

## Accessibilità e trasporti
Il Parco Nord Milano risulta ben servito dalla rete di trasporto pubblico gestita dall'ATM e da Trenord. Vi si può arrivare con:

### Treno
- linee S2 e S4 del servizio suburbano milanese (Milano Bruzzano Parco Nord);

### Metropolitana
- linea M5 che si attesta al capolinea di Bignami Parco Nord;

### Tram
- linea 4 che si attesta al capolinea di Niguarda Parco Nord Milano (al confine con Bresso);
- linea 31 per Cinisello, che fa varie fermate costeggiando i confini del parco.

### Autobus
Inoltre anche le seguenti linee automobilistiche servono le varie zone del parco: 35, 40, 41, 52, 70, 83, 166, 702, 708, 713, 727, 728 e 783.